# Clanga
Clanga es un género de aves acipitriformes en la familia Accipitridae. Se distribuyen por Eurasia.

## Especies
Se reconocen las siguientes especies:
- Clanga clanga (Pallas, 1811)– águila moteada;
- Clanga hastata (Lesson, 1831)– águila moteada hindú;[4]
- Clanga pomarina (Brehm, 1831)– águila pomerana.